# 恩斯特·马里施卡
恩斯特·马里施卡（德語：Ernst Marischka，1893年1月2日—1963年5月12日）是奧地利編劇和電影導演。1913年至1962年期間，他為90多部電影編劇。他還在1915年至1962年期間執導了29部電影。他自編自導了《我愛西施》三部曲《我愛西施》（1955）、《我愛西施：年輕的皇后》（1956）和《我愛西施：皇后的輝煌年代》（1957）。這些電影取材於奥地利皇后伊丽莎白的生平。他是胡贝特·马里施卡的弟弟。1946年，他因《一曲難忘》（1945）獲得奥斯卡最佳原创剧本奖。